# Rhapis humilis
 (août 2025).
Si vous disposez d'ouvrages ou d'articles de référence ou si vous connaissez des sites web de qualité traitant du thème abordé ici, merci de compléter l'article en donnant les références utiles à sa vérifiabilité et en les liant à la section « Notes et références ».
Espèce
Classification phylogénétique
Rhapis humilis est une espèce de palmiers (famille des Arecaceae) originaire de Chine.

## Description
Ce palmier forme de grandes colonies groupées qui peuvent atteindre six mètres de hauteur avec un stipe de trois centimètres de diamètre. Ses feuilles sont fibreuses et étroites à ligules persistantes. Elles ne sont pas divisées à la base. Les inflorescences apparaissent entre les feuilles avec des bractées tubulaires et des rachis de quarante centimètres et des pétioles de dix-sept centimètres de couleur marron. Les fleurs masculines mesurent sept millimètres avec des sépales unis en tube et des pétales unis en tube. Les fleurs féminines sont identiques, mais plus courtes. Les fruits ovales mesurent 7 mm de diamètre avec des graines de 4,5 mm.

## Répartition et habitat
Il se rencontre dans les basses terres des forêts sèches au-dessous de mille mètres d'altitude dans les provinces chinoises du Guangxi et du Guizhou.

## Rhapis humiliset l'Homme
Ce palmier est utilisé comme plante ornementale et a été introduit en Indonésie, à Java et au Japon. Il se trouve partout comme plante ornementale d'intérieur.

## Systématique
Le nom correct complet (avec auteur) de ce taxon est Rhapis humilis Blume.
Rhapis humilis a pour synonymes :
- Chamaerops excelsa var. humilior Thunb.
- Chamaerops sirotsik H.Wendl.
- Licuala waraguh Blume
- Licuala wixu Blume
- Rhapis multifida Burret
- Rhapis sirotsik H.Wendl.